# Gustave van Belle (jugador de billar)
|  | Aquest article tracta sobre el jugador de billar. Si cerqueu el ciclista, vegeu «Gustave van Belle». |

Gustave van Belle   (Gant, 12 d'abril de 1889 - 3 de febrer de 1969) fou un jugador belga de billar de la dècada de 1930.
Va destacar com a jugador de quadre, essent diversos cops campió d'Europa i del Món, on rivalitzà amb el billarista egipci Edmond Soussa.

## Palmarès
Font:
- Campionat del Món de billar de carambola quadre 47/1:  1930  1931
- Campionat del Món de billar de carambola quadre 47/2:  1934  1928, 1929  1926
- Campionat del Món de billar de carambola quadre 71/2:  1932, 1934, 1935, 1936, 1937, 1939  1933, 1938
- Campionat del Món de billar pentatló:  1935  1933
- Campionat d'Europa de billar de carambola quadre 47/2:  1927, 1931, 1933  1928, 1929  1925, 1926
- Campionat belga de billar a tres bandes:  1931  1939